# Đào Duy Anh
Đào Duy Anh (* 25. April 1904; † 1. April 1988) war ein vietnamesischer Historiker und Unterstützer der kommunistischen Unabhängigkeitsbewegung.

## Leben
Dao Duy Anh wurde in der Provinz Thanh Hoa geboren. In jungen Jahren wurde er in Chinesisch unterrichtet. Danach erhielt er eine westlich orientierte Ausbildung am College Quoc Hoc in Huế und dem Lycée Dong Hoi in der Provinz Quang Binh. 1927 gehörte er zu den Gründungsmitgliedern der der nationalistischen Partei Tan Viet bei. Er arbeitete als Lehrer in Hue und wurde ein bekannter Essayist und Schriftsteller. Er befürwortete eine Verwestlichung als Modernisierung des Landes war aber gleichzeitig dem Marxismus zugeneigt. Ab 1927 arbeitete er unter Huynh Thuc Khang an der Zeitung Tien Dan mit. Aufgrund seiner nationalistischen Aktivitäten wurde er von den Kolonialbehörden inhaftiert. Während der dreißiger Jahre konzentrierte sich Dao Duy Anh auf die Arbeit an chinesisch-vietnamesischen und französisch-vietnamesischen Wörterbüchern. Dao Duy Anh wurde im Verlauf einer der ersten nationalistischen Historiker des Landes. Er verfasste zahlreiche Standardwerke darunter eine Gesamtgeschichte des Landes 1964 und ein lexikalisches Werk über die Geschichte von Kiều 1974.
Bereits 1945 gehörte er dem Exekutivkomitee der Demokratischen Republik Vietnam an. Ebenso lehrte er kurz an der Universität Hanoi. Während des Indochinakriegs diente er als Schullehrer und versuchte seine historische Forschung weiterzuführen.